# Onore
L'onore (dal latino honor ; in greco τιμή , ovvero timè) è una particolare condizione di dignità o di valore morale, riconosciuta socialmente a un individuo, o ad un gruppo, che goda di reputazione positiva per i meriti acquisiti in qualche ambito o situazione, che possono variare a seconda dei contesti.

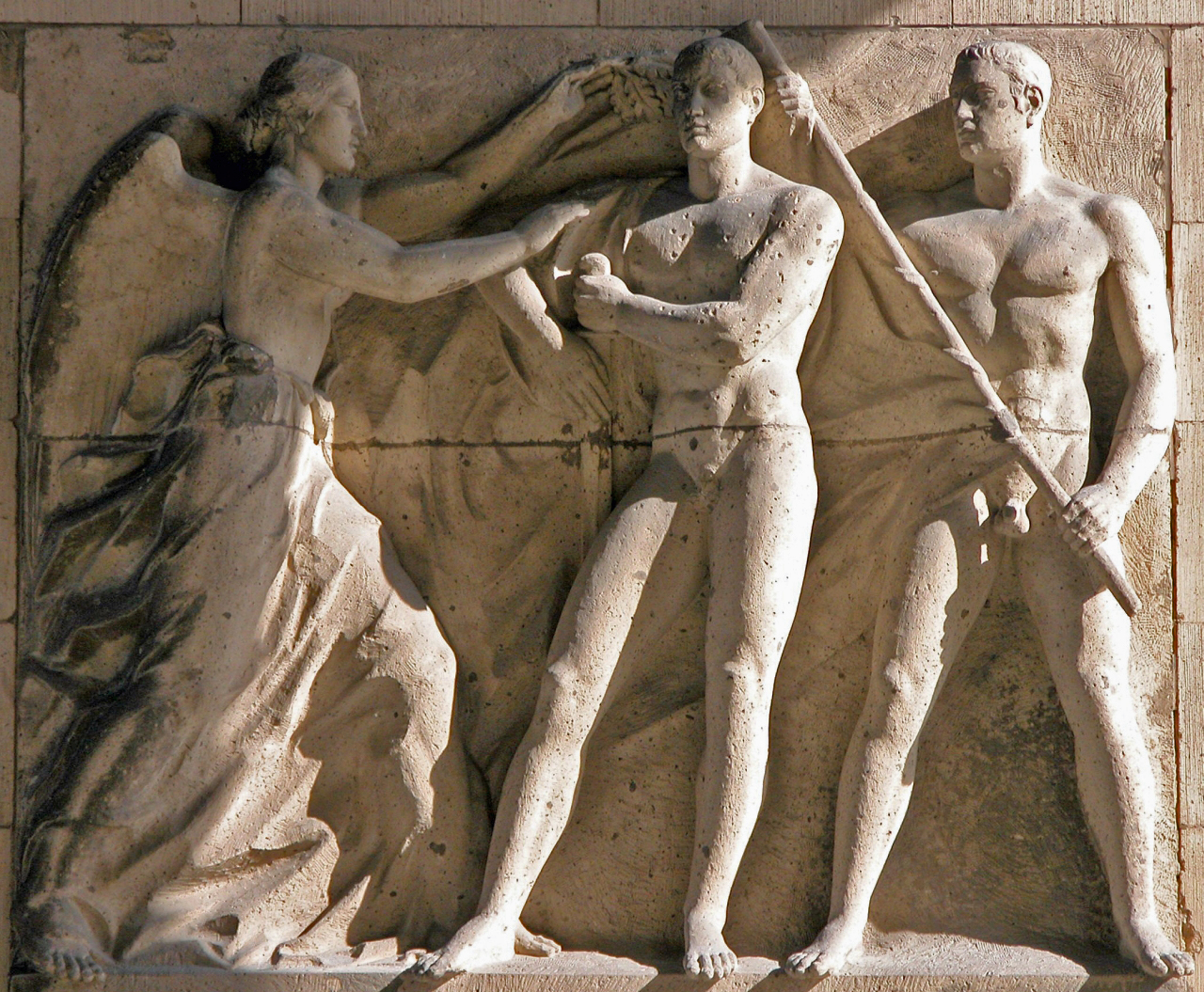
Rilievo scultoreo nella Sala dell'Onore dell'Akademie für Jugendführung (Brunswick, Germania)

In generale, l'onore corrisponde ad un'esigenza di rispettabilità, contrapposta alla vergogna, ossia al diritto di ricevere rispetto da parte degli altri membri di una collettività, essendo collegato al concetto di gloria come a una sorta di premio o ricompensa che può essere tributato ad esempio per l'osservanza di regole che richiedono impegno, fiducia, o impongono il dovere del sacrificio in momenti di difficoltà, oppure a seguito di gesta eroiche.

## L'evoluzione del sentimento dell'onore
(Aristotele)

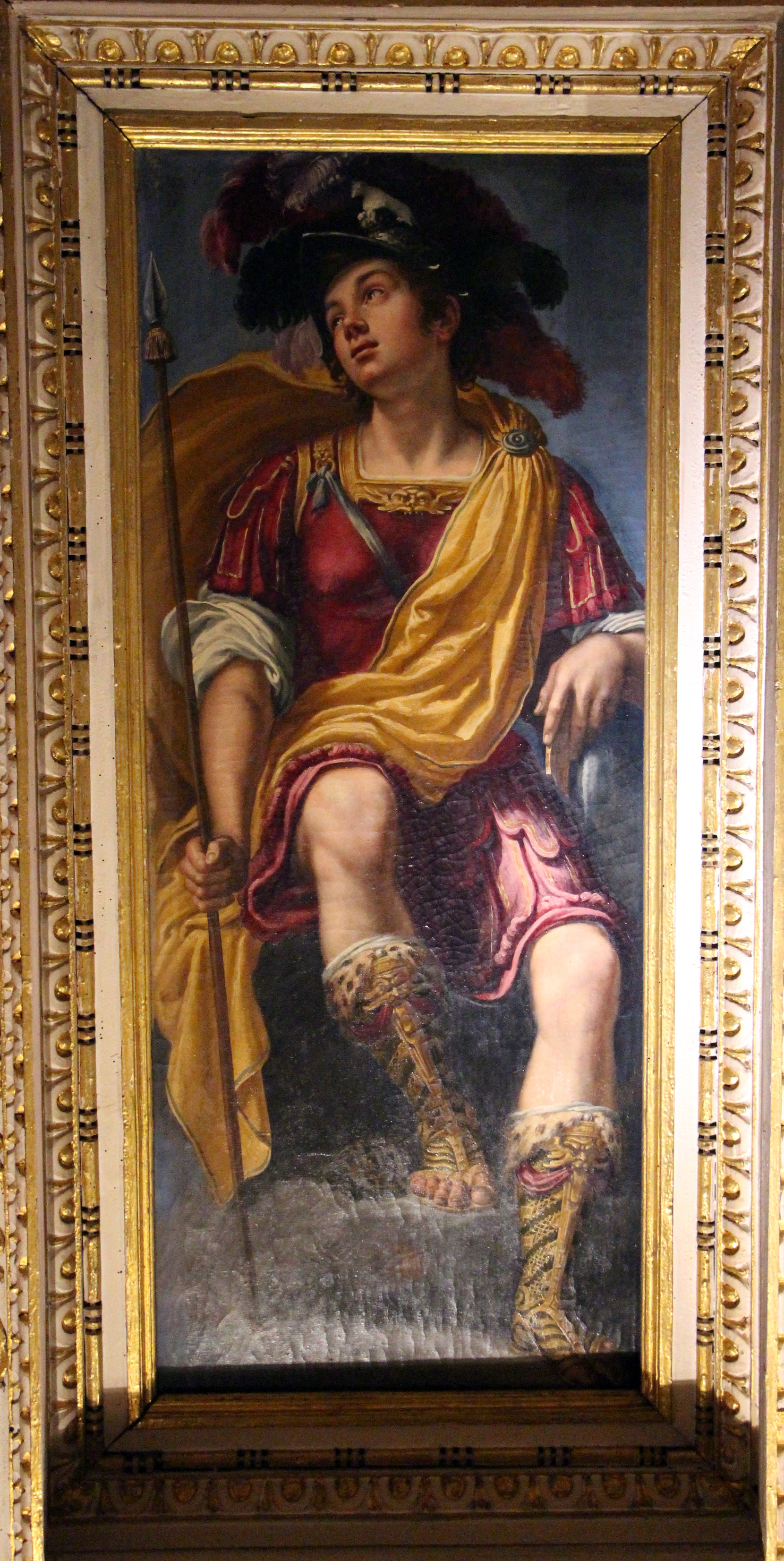
Onore, di Giovan Battista Bracelli (1617)

Secondo il filosofo americano William Lad Sessions l'onore può essere declinato in sei modi distinti: conferito (ad esempio con un premio), riconosciuto (ad esempio un'autorevolezza sociale), posizionale (ad esempio il privilegio aristocratico) , relativo ad un impegno (ad esempio onorare una promessa) , relativo alla fiducia (ad esempio la fedeltà ), personale ( ad esempio una scelta di coscienza indipendente dal riconoscimento sociale).
Anticamente l'onore costituiva un modello di virtù essenzialmente di tipo guerriero: un uomo moriva "con onore" se mostrava coraggio nel combattimento, mentre era "disonorevole" per lui fuggire dalla battaglia. I combattimenti dell'antica Grecia descritti nell'Iliade, o nei codici cavallereschi del Medioevo si basano su questa scala di valori.. 
Per una donna, invece, l'onore era collegato alla castità, alla verginità e alla fedeltà coniugale. Il fatto di perdere la propria onorabilità rendeva la donna "disonorata", con conseguenze che variavano molto a seconda del tipo di società. 

### L'onore come regola comportamentale
In un passato più recente l'onore figurava come un principio guida di società in cui le offese personali si risolvevano con la giustizia sommaria sia per tradizione che per mancanza di alternative giuridiche, in tutti i loro strati ad eccezione del più basso, funzionando come parte fondante del codice d'onore per un gentiluomo e trovando talvolta un'espressione concreta nella pratica del duello.
L'onore di un uomo, quello di sua moglie, quello della sua famiglia (di sangue) o della sua amata, costituivano una questione importante in ogni sfaccettatura: l'archetipo dell'«Uomo d'onore» (nel suo significato originario) esigeva di restare sempre in guardia contro minacce, reali o supposte, alla loro integrità morale, per difenderne l'onore persino in modo aggressivo e violento. Il duello e il delitto d'onore sono due modalità violente di difesa del proprio onore.

### L'onore perduto
Il concetto di onore sembra aver perso di importanza nel moderno occidente secolare.
Gli stereotipi popolari vogliono che esso sopravviva in culture mediterranee dal presunto "sangue caldo" (italiani, spagnoli, arabi...) o in società più da "gentiluomini" (come il "Vecchio Sud" degli Stati Uniti: Dixie).
Le società feudali, o altre società agrarie, focalizzate sull'uso e la proprietà della terra, possono tendere ad "onorare l'onore", più di quanto facciano le società industriali prive di radici. Oltre alle radici sono spesso situazioni di relativa chiusura degli ambienti di riferimento (di ridotte proporzioni, tipicamente, nel caso delle società rurali) a rendere l'onore un valore accessorio della vita nella comunità, essendo più intensa, più longeva e più frequente la relazione sociale fra gli stessi appartenenti al gruppo.
Tracce dell'importanza connessa all'onore sopravvivono nell'ambiente militare, e in organizzazioni che ne riecheggiano lo stile, come ad esempio gli Scout.

#### Onori feudali
Nell'Inghilterra medioevale, un "onore" (honour) consisteva specificamente nella signoria di una grande proprietà, comprendente dozzine o centinaia di ville (manors, "manieri") ossia fattorie.

### L'onore delle donne
Il concetto di "onore", nel caso delle donne, è storicamente spesso legato alla sessualità: la conservazione dell'onore presso le culture mediterranee corrispondeva principalmente alla conservazione della verginità, o quanto meno al mantenimento di una monogamia esclusiva. La violazione dell'onore di una giovinetta non maritata - in pratica la sua deflorazione non autorizzata da pubblico vincolo matrimoniale - richiedeva riparazione; se l'offensore non avesse voluto o potuto (ad esempio perché già sposato) addivenire a un matrimonio riparatore, lo si sarebbe punito con forme di ritorsione violenta, sino all'uccisione, da parte dei titolari dell'onore della sventurata (in genere i familiari maschi).
È possibile speculare sul fatto che il femminismo possa aver cambiato qualche utilizzo linguistico in questo senso. Altrettanto, la lezione sui valori sociali di Pirandello induce a non escludere la prevalenza di un aspetto di pura apparenza, di mera esteriore evidenza nella gestione di tale valore.

## L'onore come riconoscimento
In molti paesi il termine onore può essere riferito ad un premio o ad altro riconoscimento conferito dallo Stato o comunque da un ente di natura istituzionale.
Questi onori includono le medaglie militari, ma più spesso si tratta di premi civili, come l'OBE britannico, il titolo di cavaliere o di membro della legione d'onore francese. Il termine italiano "onorificenza", in realtà indicante l'atto del rendere pubblico onore, ne è divenuto forse per ragioni di "italiano burocratico" un improprio surrogato linguistico (non un sinonimo, poiché il derivato non può mai equivalere alla radice).
Un particolare tipo di riconoscimento si conferisce in ambito militare per rendere ossequio al valore dell'avversario sconfitto, con il noto rito dell'onore delle armi.

### Ilcursus honorum
Anche nell'ambiente accademico, sin dai tempi più remoti, il raggiungimento di traguardi di studio è sempre stato premiato con il conferimento di un onore. Per questo, la conclusione di un insieme di studi segnava la fine di un percorso, di un cursus (da cui l'odierno "corso di studi") punteggiato di vari onori (nei quali i moderni sogliono rivedere gli esami universitari) al termine del quale si ornava il capo del discente con il lauro (dal quale la laurea) celebrativo. Nel mondo latino, ciò accadeva in perfetta analogia con la carriera militare, per la quale anche valgono più o meno le medesime note.

## Onore e legge
Stante la comune valenza di norma comportamentale da applicarsi nell'ambito sociale di riferimento, è ben possibile confrontare le culture dell'onore con le culture della legge.

### Il delitto d'onore
L'onore è in alcune legislazioni un valore sociale di cui si possa e si debba tener conto anche a fini giuridici, e specialmente se ne parla in ambito penale.
La ragione si insinua nella considerazione della motivazione delle azioni umane, che in date culture possono tener profondamente ed anche tragicamente conto di esiti estremi della pressione esercitata dalla reputazione sociale; questa muove le decisioni dell'individuo talvolta ben oltre le norme codificate ordinamentali, ma pur sempre occorrerà valutare - almeno in diritto latino - della qualità dell'animus nocendi.

## Onore e antropologia
Antropologicamente vengono distinte tre culture: cultura della dignità (esempio cultura europea), cultura dell'onore (esempio cultura statunitense), cultura della faccia (esempio cultura cinese), nelle quali gli aspetti dell'onore vengono vissuti in maniera differente.

### L'onore come sinonimo della prevaricazione
In antropologia diversi studiosi, specialmente di scuola nordamericana o comunque anglosassone, non fanno alcuna differenza fra l'onore e la prevaricazione. L'assimilazione concettuale nasce dall'osservazione precipua del presunto onore mafioso e non contempla affatto la storia europea-continentale del concetto, né le sfumature di significato comuni invece alle lingue neolatine fra le varie accezioni e dunque fra i diversi utilizzi dello stesso termine; cosicché, in tali ambienti di studio, l'onore socialmente accettabile, ed anzi meritorio, scompare senza lasciare traccia dinanzi al deviato "onore" delle consorterie criminali. Quanto di seguito riportato richiede pertanto di aver cauta considerazione di tale diverso approccio analitico.
Secondo queste teorizzazioni, culture dell'onore compaiono tipicamente tra le genti nomadi e tra quelle dedite alla pastorizia, che portano con sé le loro proprietà più preziose e rischiano di vedersele sottratte, senza poter fare ricorso all'applicazione della legge o al governo logisticamente assente o comunque lontano . In questa situazione, sempre secondo questi (e con l'autorevole avallo a latere del Machiavelli), ispirare timore costituisce una strategia migliore del promuovere l'amicizia e coltivare una reputazione di vendetta rapida e sproporzionata aumenta la sicurezza della persona e della proprietà.
Pensatori che vanno da Montesquieu a Steven Pinker hanno commentato l'attitudine mentale necessaria per una cultura dell'onore.
Culture dell'onore appaiono tra i Beduini, le comunità di pastori, e molte popolazioni simili, che - si sostiene da taluni - avrebbero poca fedeltà ad un governo nazionale, tra cowboy, uomini di frontiera e rancheros del West americano, dove le forze dell'ordine spesso rimanevano fuori portata (come viene notoriamente celebrato nei film western) e tra gli aristocratici, che godevano di privilegi ereditari che li ponevano oltre la legge comune.
Deviazioni delle antiche culture dell'onore si ritrovano anche nel mondo della criminalità e delle gang, dove ad esempio chi traffica in droga, riciclaggio di denaro, o merci di contrabbando, non può rivolgersi alla giustizia ordinaria se subisce un furto. L'incoraggiamento delle violente culture dell'onore appare ad alcuni come uno degli svantaggi della legislazione, che crea crimini senza vittime.
Una volta che una siffatta cultura dell'onore - o meglio, dell'onore mafioso - esista, sarà difficile per i suoi membri cambiarla per una cultura della legge; questo richiederebbe che le persone diventino volenterose a rinunciare e rifiutare di reagire immediatamente, e dal punto di vista della cultura dell'onore, questo appare come una debolezza ed un'imprudenza.

### L'onore come sintesi del codice etico
Non avendovi buon tóno, non possono avervi convenienze di societá (bienséances). Mancando queste, e mancando la societá stessa, non può avervi gran cura del proprio onore; o l’idea dell’onore e delle particolaritá che l’offendono o lo mantengono e vi si conformano, è vaga e niente stringente. Ciascuno italiano è presso a poco ugualmente onorato e disonorato. Voglio dir che non è né l’uno né l’altro, perché non v’ha onore dove non v’ha societá stretta, essendo esso totalmente un’idea prodotta da questa, e che in questa e per questa sola può sussistere ed essere determinata»
(Giacomo Leopardi, Discorso sopra lo stato presente dei costumi degl'Italiani)
All'interno di una società in cui vi siano delle regole di comportamento da tutti accettate, l'onore rispecchia un codice etico che trova la sua sanzione sociale nel giudizio dell'opinione pubblica, come sostenuto da Walter Lippmann.

## L'onor di patria
Nelle relazioni internazionali contemporanee, il concetto di credibilità assomiglia a quello dell'onore: quando la credibilità di uno stato o di una alleanza appare indebolita, politici moralmente obbligati possono invocare misure drastiche.
Comparare i concetti di lealtà, apparenza nelle culture orientali stereotipate, o di legame nella società polinesiana.

## L'onore nella letteratura
- In onore di Fadime. Omicidio e vergogna, libro di Unni Wilkan sulla tragica storia di Fadime Sahindal

## L'onore nel cinema
- Divorzio all'italiana, film del 1961 di Pietro Germi
- Sedotta e abbandonata, film del 1964 di Pietro Germi
- Una questione d'onore, film del 1965 di Luigi Zampa, con Ugo Tognazzi, ambientato nella Sardegna arcaica
- Pasqualino Settebellezze, film di Lina Wertmüller
- Le quattro piume, film del 2002 di Shekhar Kapur
- Philomena, film del 2013 di Stephen Frears